# آرثر بي. ماكبرايد
آرثر بي. ماكبرايد (بالإنجليزية: Arthur B. McBride)‏ هو شخصية أعمال أمريكي، ولد في 20 مارس 1888 في شيكاغو في الولايات المتحدة، وتوفي في 10 نوفمبر 1972 في كليفلاند في الولايات المتحدة.